# Xiaoling (köpinghuvudort i Kina, Heilongjiang Sheng, lat 45,34, long 127,31)
Xiaoling (kinesiska: 小岭, 小岭镇) är en köpinghuvudort i Kina. Den ligger i provinsen Heilongjiang, i den nordöstra delen av landet, omkring 70 kilometer sydost om provinshuvudstaden Harbin. Antalet invånare är 24 370. Befolkningen består av 11 875 kvinnor och 12 495 män. Barn under 15 år utgör 11,0 %, vuxna 15-64 år 80 %, och äldre över 65 år 8,0 %.
Runt Xiaoling är det ganska tätbefolkat, med 111 invånare per kvadratkilometer. Närmaste större samhälle är Mao'ershan, 16,8 km öster om Xiaoling. I omgivningarna runt Xiaoling växer i huvudsak lövfällande lövskog.
Genomsnittlig årsnederbörd är 855 millimeter. Den regnigaste månaden är juli, med i genomsnitt 188 mm nederbörd, och den torraste är januari, med 7 mm nederbörd.